# Phyllodoce hawaiia
Phyllodoce hawaiia är en ringmaskart som först beskrevs av Hartman 1966.  Phyllodoce hawaiia ingår i släktet Phyllodoce och familjen Phyllodocidae. Inga underarter finns listade i Catalogue of Life.